# Закол (охота и рыболовство)

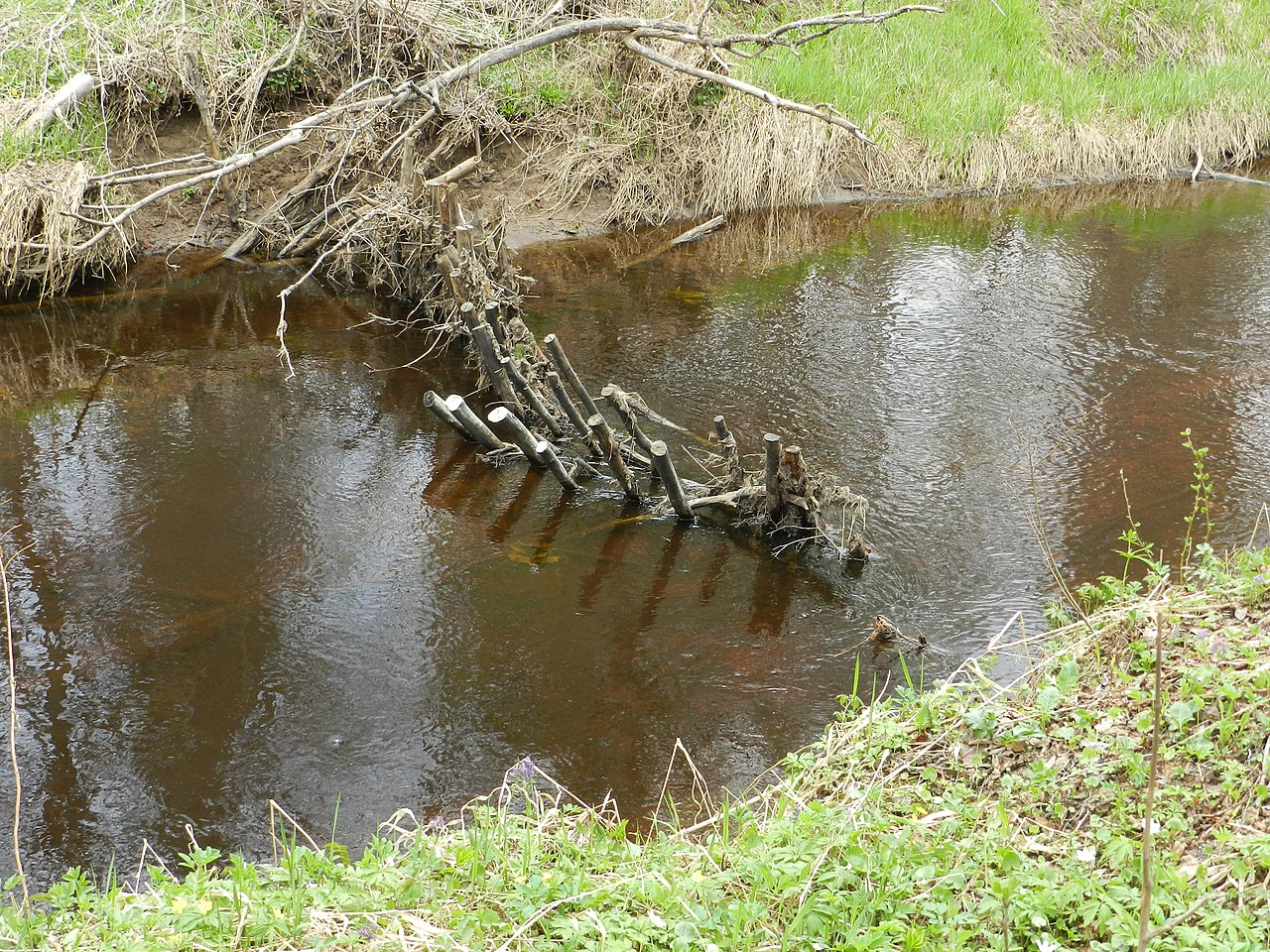
Закол на реке, установленный в заповедной зоне

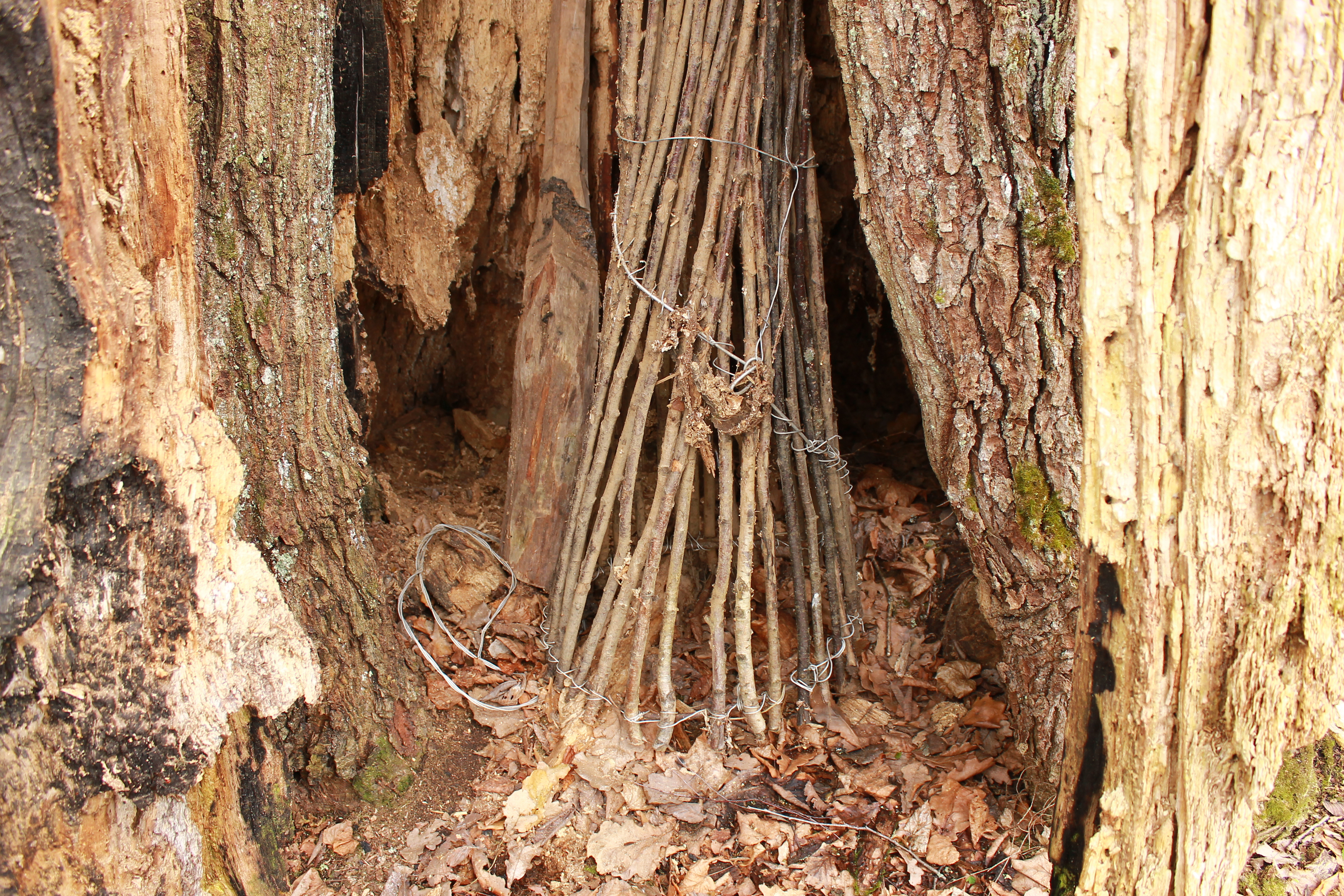
Морда — вытянутая плетёная корзина с воронкой, применяемая в заколе

Зако́л (также колище, ез, езови́ще, яз, заездок), рыболовный забор — традиционное средство ловли красной и чёрной рыбы, сохранившееся в ряде государств и стран в сельской местности и используемое в целях развлечения туристов. 
Толковый словарь Кузнецова описывает закол как приспособление для ловли рыбы — заграждение из кольев, прутьев или плетня с разрывами, в которых устанавливаются ловушки: мережи, вентери, верши и тому подобное. Рыболовный забор, например в истоке реки Немены, впадающей в Челмужскую губу Онежского озера называется прикол.

## Устройство

### Рыболовный
На конец XIX столетия закол, который употреблялся на Ладожском озере, состоял из двух параллельных рядов сетяных стен, одной сплошной и другой, состоящей из ряда меньших сетей, с промежутками между ними. В середине меньших сетей устанавливались мережи, устья (вход) которых разделялся поперечными сетями, примыкающими другим концом к сплошной стене. Рыба, попадая в указанные выше промежутки между меньшими сетями, натыкалась на другие сети и, идя вдоль их, заходила в мережи. А в Новгородской губернии заколами (рыболовными) назывались также перегородки, которые ставили при спадении вешних вод на протоках, соединяющих образовавшиеся от этих вод озерки с реками и которые, таким образом, запирали оказавшуюся в озерках рыбу, вылавливаемую затем рыбаками.
По сути, закол представляет собой забор из деревянных колышков, перегораживающий реку. Колышки вбиваются специальной деревянной колотушкой. В ограждении предусмотрены отверстия, через которые рыба ищет выход. В отверстие вставляется плетеная из прутьев вытянутая корзина — морда, в которую попадает рыба.

### Охотничий
На конец XIX столетия закол, который употреблялся на взморье (у Петербурга, в Кронштадте) при осенней охоте на уток состоял из нескольких плавающих, связанных между собою бревен, внутри которых ставится охотничий чёлн. Бревна утыкались сплошь елками и камышом, заслоняющими сидящих в челне охотников от уток, которые, не подозревая опасности, попадают под выстрелы. Иногда закол делались из снопов камыша, втыкаемых на жерди, вбитые в море вокруг челна.

## Применение

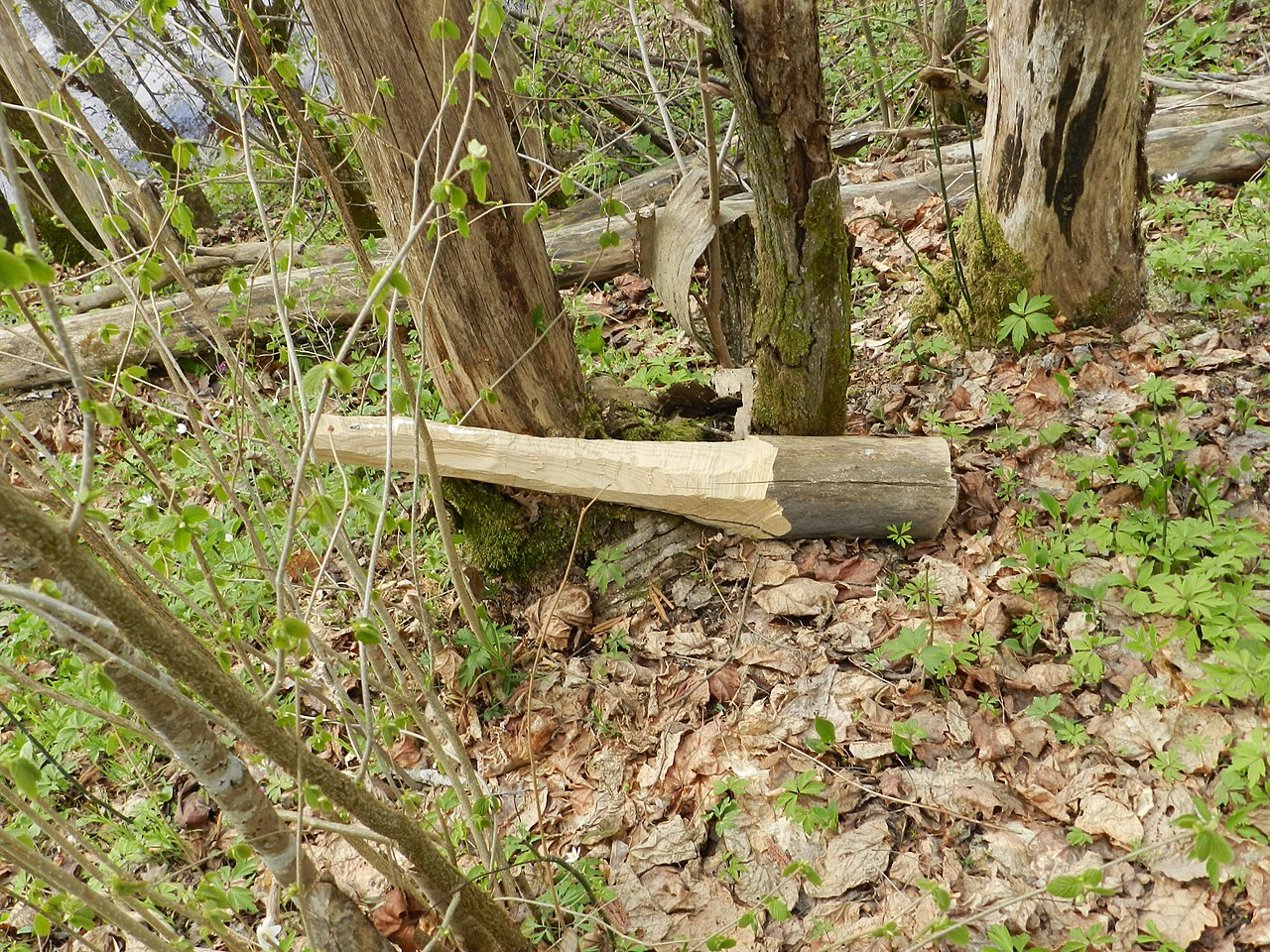
Колотушка, предназначенная для забивания колышков закола

На сегодняшний день, в связи с развитием рыболовной техники и распространением спортивного рыболовства, а также законодательными ограничениями, заколы в России относительно редки. В частности, традиционный промысел можно встретить на реке Сермятка в национальном парке «Смоленское Поозерье». Посетители заповедных мест отмечают, что «следы промысла можно обнаружить на реках Сермятка и Гобза. Здесь туристы найдут несколько заколов, некоторые из них заброшены, а некоторые — в рабочем состоянии.» В то же время, в Литве заколы применяются для ловли миноги в целях развлечения туристов. Такой сервис представлен, например, в Салацгриве.

## Законодательный статус
С одной стороны, закол является традиционным промыслом, а с другой — его использование расходится с законами России. В частности, в России «Ловля рыбы сетями и подобными орудиями лова за исключением Севера Сибири и Дальнего Востока, для которых устанавливается период, когда такая ловля разрешена» При этом закол фактически принадлежит к «подобным» орудиям лова. Примечательно, что заколы национального парка «Смоленское Поозерье» привлекли внимание посетителей гостевой книги на официальном сайте НП. Заместитель директора по охране Г. В. Рагонский сообщил, что «Закол, так называют это приспособление на Смоленщине, который Вы видели на фотографии в вопросе ниже, ранее широко использовался жителями деревень расположенных недалеко от малых рек со слабым течением. В первые годы образования парка сотрудники службы охраны разбирали десятки таких заколов и составляли по несколько протоколов в год на лиц, использовавших заколы для незаконной рыбной ловли.» В других охраняемых природных зонах России заколы также уничтожаются. Так, в Пустынском государственном биологическом заказнике в марте 2020 года было уничтожено три закола.